# Der Staatsanwalt hat das Wort: Außenseiter
Außenseiter ist ein deutscher Fernsehfilm von Ursula Reinhold aus dem Jahr 1970. Das kriminologische Fernsehspiel erschien als 17. Folge der Filmreihe Der Staatsanwalt hat das Wort.

## Handlung
Rita Krell kann man gernhaben. Sie besitzt viele Fähigkeiten, die ihrer Generation eigen sind: Intelligenz, Lebenslust, Phantasie, Hilfsbereitschaft. Was ihr jedoch völlig abgeht, ist die Bereitschaft, diese schönen Vorzüge bewusst und kontrolliert einzusetzen. Von Haus aus gewohnt, Mittelpunkt zu sein, werden all ihre guten Anlagen ins Gegenteil verkehrt. Labilität, Oberflächlichkeit, abgestandenes Denken, ja, kalte Berechnung sind die Folgen. Sie führen schließlich zu kriminellen Verfehlungen.

## Produktion
Außenseiter entstand 1970 im Zuständigkeitsbereich des DDR-Fernsehfunks, Bereich Dramatische Kunst.
Szenenbild: Jutta Betzin; Dramaturgie: Jutta Schütz; Kommentare: Peter Przybylski.
Das Filmmaterial ist zum großen Teil verschollen.